# Gerald Berkel
Gerald Berkel (Sint Eustatius, 21 september 1969) is een Nederlands politicus. Van april 2010 tot april 2016 was hij gezaghebber van Sint Eustatius. Van 2003 tot 2010 was hij plaatsvervangend gezaghebber.

## Biografie
Berkel werd op Sint Eustatius geboren als derde kind in een gezin van zes. Na zijn basisschool op Sint Eustatius, volgde hij voortgezet onderwijs op Aruba, net als ook de andere kinderen van het gezin. Vervolgens behaalde hij een technische associate degree op Sint Maarten en zijn bachelorgraad in computertechniek aan het Florida Institute of Technology in het Amerikaanse  Melbourne.
Terug op Sint Eustatius, werkte hij voor de telefoonmaatschappij Eutel NV. In 2004 werd hij hier benoemd tot interim directeur en in 2010 tot managing director. Daarnaast was hij actief in verschillende besturen, zoals vicevoorzitter van de jongerenraad, lid van de zakenvereniging STEBA, voorzitter van de basketbalvereniging en bestuurslid van verschillende sociale en non-profitorganisaties.
Ondertussen werd hij in 2003 benoemd tot plaatsvervangend gezaghebber van Sint Eustatius. Toen hij op 1 april 2010 werd benoemd tot gezaghebber van het eiland, legde hij zijn functie bij Eutel neer.
Berkel trad op 1 april 2016 af aan het einde van zijn ambtstermijn. Hij werd opgevolgd door Julian Woodley die deze positie waarnemend op zich heeft genomen.